# Crennes-sur-Fraubée
Crennes-sur-Fraubée è un comune francese di 221 abitanti situato nel dipartimento della Mayenne nella regione dei Paesi della Loira.

## Società

### Evoluzione demografica
Abitanti censiti